# Dzierżaniny
Dzierżaniny – wieś w Polsce położona w województwie małopolskim, w powiecie tarnowskim, w gminie Zakliczyn.
Wieś lokowana na surowym korzeniu przez króla Kazimierza III Wielkiego w 1351 roku. W latach 1975–1998 miejscowość administracyjnie należała do województwa tarnowskiego.
Na terenie wsi znajduje się kościół parafialny pw. Matki Boskiej Częstochowskiej.

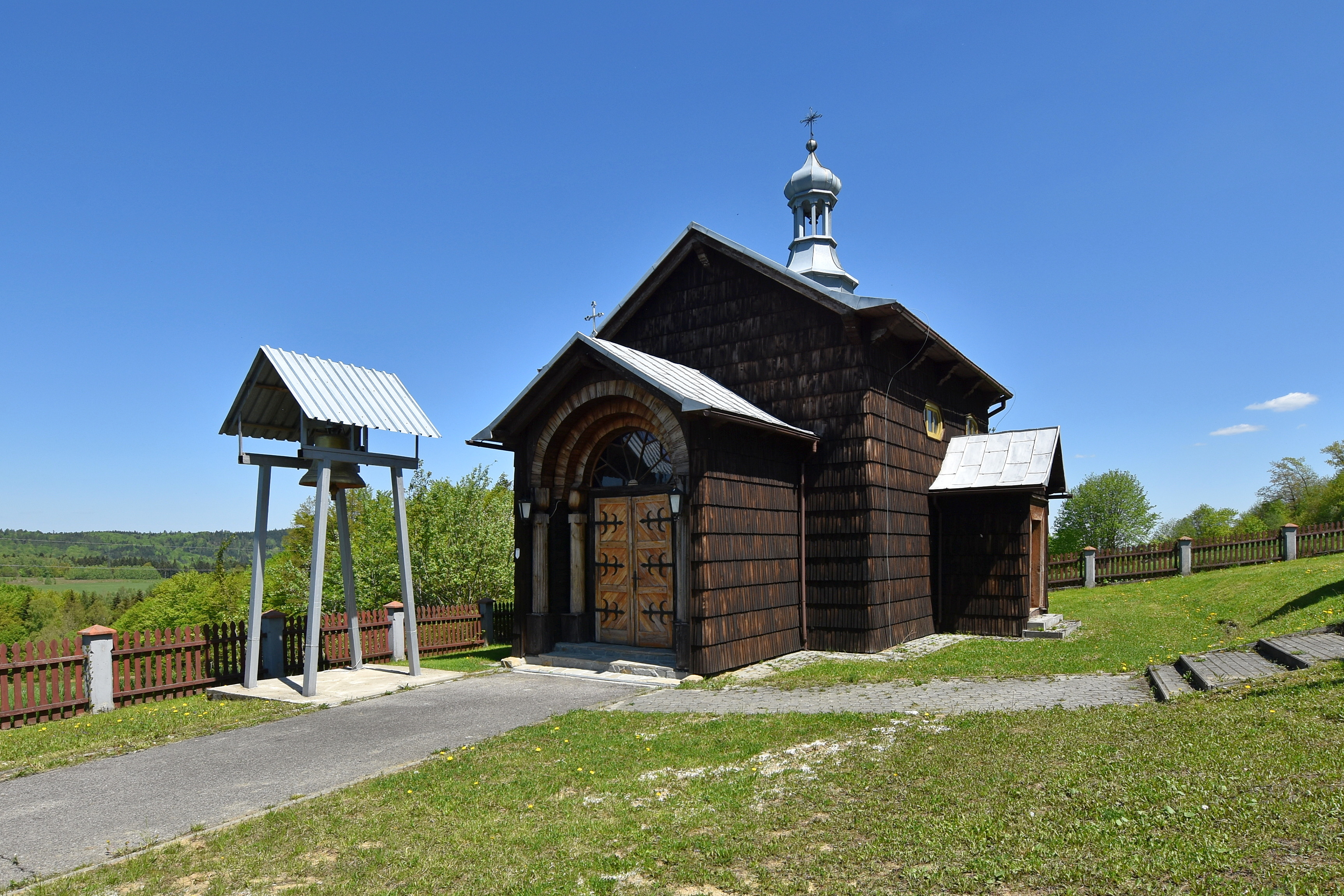
Kaplica cmentarna